# Star Trek: Starfleet Academy - Starship Bridge Simulator
 (octobre 2019).
Si vous disposez d'ouvrages ou d'articles de référence ou si vous connaissez des sites web de qualité traitant du thème abordé ici, merci de compléter l'article en donnant les références utiles à sa vérifiabilité et en les liant à la section « Notes et références ».
Star Trek: Starfleet Academy - Starship Bridge Simulator est un jeu vidéo de simulation sorti en 1995 sur 32X et Super Nintendo. Le jeu a été développé et édité par Interplay (la version 32X a été développé par High Voltage Software). Il est basé sur l'univers de Star Trek.

## Système de jeu
Le jeu permet aux joueurs de prendre le contrôle d'un vaisseau spatial de Starfleet, simulant ainsi l'expérience de navigation et de combat dans l'univers de Star Trek. Les joueurs peuvent interagir avec différents postes du pont, tels que la navigation, les armes, et les communications, afin de résoudre des missions et des scénarios variés.